# Варко Сабино
Варко Сабино (итал. Varco Sabino) је насеље у Италији у округу Ријети, региону Лацио.
Према процени из 2011. у насељу је живело 110 становника. Насеље се налази на надморској висини од 756 м.

## Становништво
| 1931. | 1936. | 1951. | 1961. | 1971. | 1981. | 1991. | 2001. | 2011. |
| ----- | ----- | ----- | ----- | ----- | ----- | ----- | ----- | ----- |
| 1.062 | 1.036 | 878   | 770   | 562   | 383   | 250   | 263   | 210   |